# Picton (Cheshire)
Picton is een civil parish in het bestuurlijke gebied Cheshire West and Chester, in het Engelse graafschap Cheshire met 58 inwoners.